# Chuck (Sum 41)
Chuck è il terzo album in studio del gruppo musicale canadese Sum 41, pubblicato il 29 settembre 2004 dalla Island Records e dalla Aquarius Records.

## Descrizione
L'album è l'ultimo realizzato in studio con il chitarrista Dave Baksh prima della sua uscita dalla formazione nel 2006. Egli tornerà stabilmente a far parte del gruppo nel 2015.
È tra tutti gli album della band quello che si avvicina maggiormente a sonorità heavy metal (in particolare thrash metal) e ha testi principalmente incentrati sulla politica. Il gruppo cita come principali influenze nella composizione del disco i Metallica, gli Iron Maiden e i Refused.
Le tracce bonus Noots e Moron sono presenti, rispettivamente, nella colonna sonora de I Fantastici 4 e nella compilation Rock Against Bush, Vol. 1, e Open Your Eyes è stata inserita come sigla introduttiva nel gioco Vancouver 2010.
Il titolo è tratto dall'avventura che ha coinvolto i membri della band mentre erano in Africa: Chuck Pelletier, un soldato delle Nazioni Unite impegnato in Congo, Paese nel quale la band canadese stava girando un documentario, si trovava nello stesso hotel dei Sum 41 e fu in grado di proteggerli e di farli evacuare dalla zona di guerra durante un attacco terroristico.

## Tracce
Testi e musiche di Sum 41.
1. Intro – 0:46
2. No Reason – 3:04
3. We're All to Blame – 3:39
4. Angels with Dirty Faces – 2:23
5. Some Say – 3:26
6. The Bitter End – 2:51
7. Open Your Eyes – 2:44
8. Slipping Away – 2:29
9. I'm Not the One – 3:34
10. Welcome to Hell – 1:56
11. Pieces – 3:01
12. There's No Solution – 3:18
13. 88 – 8:30 – contiene la traccia fantasma Noots

Tracce bonus nell'edizione giapponese
1. Moron – 2:00
2. Subject to Change – 3:15

Traccia bonus nell'edizione iTunes
1. Get Back (Rock Remix) (feat. Ludacris) – 4:13

DVD bonus nell'edizione limitata
Summer Sonic 04
1. Mr. Amsterdam
2. The Hell Song
3. Over My Head (Better Off Dead)
4. Fat Lip
5. Still Waiting

Sake Bombs and Happy Endings Live in Tokyo
1. All Messed Up
2. Machine Gun
3. Grab the Devil
4. Motivation
5. Pain for Pleasure

## Formazione
Sum 41
- Deryck Whibley (Bizzy D.) – voce, chitarra ritmica, pianoforte, mellotron
- Dave Baksh (Brownsound) – chitarra solista, voce secondaria
- Cone McCaslin – basso, voce secondaria
- Steve Jocz (StevO) – batteria, voce secondaria

Produzione
- Greig Nori – produzione
- Deryck Whibley – coproduzione (tracce 2, 3, 6)
- Matt Hyde – ingegneria del suono
- Cameron Webb – ingegneria del suono (addizionale)
- Ed Krautner – ingegneria del suono (addizionale)
- Femio Hernandez – ingegneria del suono (addizionale)
- Brian Gardner – mastering
- Andy Wallace – missaggio (tracce 1, 4, 7-11, 13)
- Tom Lord-Alge – missaggio (tracce 2, 3, 5, 6, 12)

## Classifiche
| Classifica (2004) | Posizione massima |
| ----------------- | ----------------- |
| Austria           | 35                |
| Australia         | 13                |
| Canada            | 2                 |
| Francia           | 9                 |
| Giappone          | 2                 |
| Regno Unito       | 59                |
| Stati Uniti       | 10                |
| Svizzera          | 14                |